# Reichsluftamt

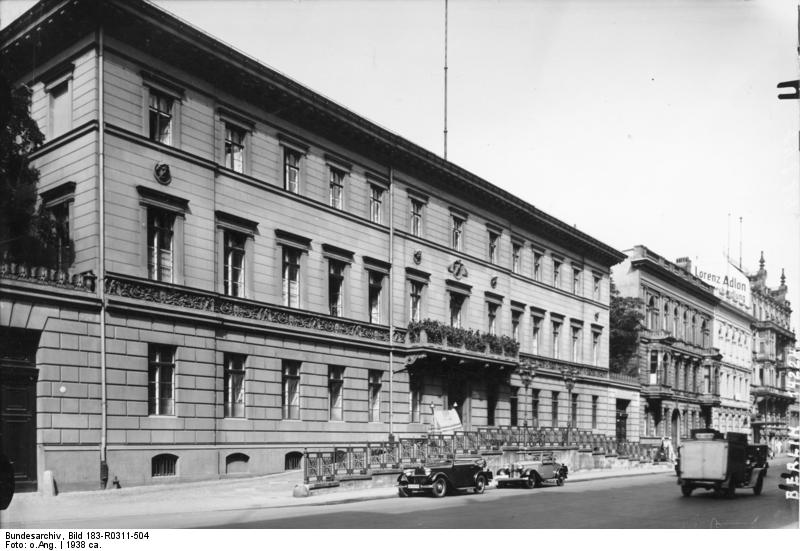
Landwirtschaftsministerium an der Wilhelmstraße 72 (Foto um 1938), 1918–1920 Sitz des Reichsluftamtes

Das Reichsluftamt war die erste Behörde, die den zivilen Luftverkehr im Deutschen Reich von 1918 bis 1920 regelte. Ihren Sitz hatte die Behörde in der Berliner Wilhelmstraße 72.

## Geschichte
Das Amt wurde am 4. Dezember 1918 durch einen Erlass des Reichsamtes des Innern gegründet. Zum ersten Leiter wurde August Euler, der Inhaber der ersten deutschen Pilotenlizenz bestellt, der den Rang eines Unterstaatssekretärs erhielt. Zuständig war das Reichsluftamt unter anderem für die Erteilung von Zulassungsbescheinigungen für zivile Fluggesellschaften und die Vergabe deutscher Flugzeugkennzeichen.
In den Anfangsmonaten waren die Kompetenzen des Reichsluftamtes noch nicht klar geregelt, da entsprechende Ausführungsbestimmungen nicht verabschiedet worden waren. Ursprünglich war das Amt als Zentralbehörde für die Luftfahrämter der Bundesstaaten geplant, die eine Zulassung der Luftverkehrsgesellschaften in Eigenregie vornehmen sollten und dem Reichsluftamt nur ein Vetorecht zugestehen sollten. Besonders Bayern und Sachsen bestanden auf der Ausübung ihrer hoheitlichen Rechte in den jeweiligen Lufträumen. Erst die Weimarer Verfassung übertrug dem Deutschen Reich die alleinige Zuständigkeit für die zivile Luftfahrt.
Bis zum 12. Juni 1919 erteilte das Reichsluftamt 15 Zulassungsbescheinigungen für zivile Fluggesellschaften. Die erste Zulassung ging am 8. Januar 1919 an die Deutsche Luft-Reederei in Berlin.
Am 3. Januar 1920 wurde das Reichsluftamt in das Reichsverkehrsministerium als Abteilung für Luft und Kraftfahrwesen eingegliedert.